# Sydney Ross Singer
Sydney Ross Singer ist ein US-amerikanischer Biologe, Mediziner, Anthropologe und Autor.
Singer studierte bis 1979 Biologie an der University of Utah, dann Biochemie und Anthropologie an der Duke University und schließlich Medizin an der University of Texas. Mit seiner Ehefrau, der Medizinerin Soma Grismajer, gründete er das Institute for the Study of Culturogenic Disease, dessen Anliegen es ist, Zusammenhänge zwischen Lebensstil und Krankheit zu finden, und Menschen durch gezielte Änderung ihres Lebensstils (self studies) zur aktiven Beteiligung an der Bewahrung und Wiederherstellung ihrer Gesundheit zu befähigen.
In seiner Schrift Challenging Animal Labs and Winning: Respect for Compassion in Medical School die er während seines Studiums an der University of Texas verfasste, setzte er sich kritisch mit Tierversuchen in der Medizin auseinander. Bei Feldstudien in Fidschi entstand in Zusammenarbeit mit Soma Grismajer 1995 das Buch Dressed To Kill über Zusammenhänge zwischen dem Tragen von BHs und der Entstehung von Brustkrebs.
Dessen Fortsetzung mit dem Titel Get It Off! Understanding the Cause of Breast Pain, Cysts, and Cancer enthält das Stück A Little Breast Play, das der Komponist Leonard Lehrman unter dem Titel The Booby Trap vertonte (UA 2001). In weiteren Schriften befassten sich Singer und Grismajer mit dem Einfluss der Schlafposition auf die Entwicklung von Krankheiten. Zudem engagieren sie sich im Arten- und Tierschutz.

## Werke
- Challenging Animal Labs and Winning: Respect for Compassion in Medical School, 1990
- Dressed To Kill, 1995
- Get It Off! Understanding the Cause of Breast Pain, Cysts, and Cancer
- Get It Up! Revealing the Simple, Surprising Lifestyle that Causes Migraines, Alzheimer’s, Stroke, Glaucoma, Sleep Apnea, Impotence, and More!, 2002
- Get It Out! Eliminating the Cause of Diverticulitis, Kidney Stones, Bladder Infections, Prostate Enlargement, Menopausal Discomfort, Cervical Dysplasia, PMS, and More, 2002
- The Doctor Is Out! Exposing the High Blood Pressure, Low Thyroid and Diabetes Scams, 2002